# (1391) Carelia
(1391) Carelia es un asteroide perteneciente al cinturón de asteroides descubierto el 16 de febrero de 1936 por Yrjö Väisälä desde el observatorio de Iso-Heikkilä en Turku, Finlandia.
Está nombrado por Carelia, una región del noreste de Europa.